# Arenifodiens
Arenifodiens is een monotypisch geslacht van tweekleppigen uit de familie van de Mytilidae.

## Soort
- Arenifodiens vagina (Lamarck, 1819)